# Hošnica
Hošnica – wieś w Słowenii, w gminie Slovenska Bistrica. W 2018 roku liczyła 201 mieszkańców.